# Šilac
Šilac (latinski: Platyceps najadum) zmija je iz porodice guževa i živi na području Euroazije.

## Geografski raspon
Šilac se nalazi na Balkanskom poluotoku, u području Egejskog mora, na Cipru, na Bliskom Istoku te sve do Turkmenistana i Kavkaskih planina.

## Otrovnost
Šilac nije opasan za ljude.

## Vanjske poveznice
|  | Zajednički poslužitelj ima još gradiva o temi Platyceps najadum |
|  | Wikivrste imaju podatke o taksonu Platyceps najadum             |